# Billaea atkinsoni
Billaea atkinsoni är en tvåvingeart som först beskrevs av Baranov 1934.  Billaea atkinsoni ingår i släktet Billaea och familjen parasitflugor. Inga underarter finns listade i Catalogue of Life.